# 兒玉常雄
兒玉 常雄（児玉常雄、こだま つねお、1884年（明治17年）3月29日 - 1949年（昭和24年）10月3日）は、大日本帝国陸軍軍人。最終階級は陸軍航空兵大佐。

## 経歴
東京府出身。後に陸軍大将となる児玉源太郎の四男として生まれる。陸軍中央幼年学校を経て、1905年（明治38年）3月30日に陸軍士官学校（17期）を卒業し、同年4月21日に工兵少尉に任ぜられる。1907年（明治40年）12月21日に工兵中尉に昇進後、陸軍砲工学校（15期）高等科を卒業、更に員外学生として在学し、1913年（大正2年）7月10日には東京帝国大学工科大学機械工学科を卒業した。1914年（大正3年）9月9日に工兵大尉に昇進した。
その後、陸軍兵器本廠付等を経て、1921年（大正10年）4月20日に工兵少佐に昇進し、1923年（大正12年）4月1日、航空局航空官（高等官四等）を任ぜられる。1925年（大正14年）3月18日工兵中佐に昇進後、同年5月1日航空兵中佐に転科した。さらに、1928年（昭和3年）8月10日に航空兵大佐に昇進し、1932年（昭和7年）1月28日に逓信省事務官を仰せつけられ、同年9月19日予備役に編入された。
1930年（昭和5年）に在米飛行家の東善作が三大陸横断飛行を成功させ長岡外史の自邸に招かれた際はその茶会に同席。その後、満洲航空株式会社副社長となり、同社社長、中華航空株式会社総裁、大日本航空株式会社総裁を歴任した。

## 栄典
位階
- 1905年（明治38年）5月26日 - 正八位[14]
- 1908年（明治41年）3月20日 - 従七位[15]
- 1913年（大正2年）5月20日 - 正七位[16]
- 1918年（大正7年）7月10日 - 従六位[17]
- 1923年（大正12年）5月30日 - 正六位[18]
- 1926年（大正15年）8月2日 - 従五位[19]
- 1931年（昭和6年）8月15日 - 正五位[20]
- 1932年（昭和7年）10月13日 - 従四位[21]

勲章等
- 1906年（明治39年）4月1日 - 勲六等瑞宝章・明治三十七八年従軍記章[22]
- 1914年（大正3年）5月16日 - 勲五等瑞宝章[23]
- 1915年（大正4年）11月7日 - 功五級金鵄勲章・勲四等旭日小綬章・大正三四年従軍記章[24]
- 1920年（大正9年）11月1日 - 功四級金鵄勲章・大正三年乃至九年戦役従軍記章[25]
- 1923年（大正12年）5月29日 - 勲三等瑞宝章[26]
- 1932年（昭和7年）5月16日 - 旭日中綬章[27]

外国勲章佩用允許
- 1926年（大正15年）6月24日 - フランス共和国：レジオンドヌール勲章シュヴァリエ[28]

## 親族
- 秀雄 - 兄（長男）。官僚、政治家。
- 友雄 - 兄（三男）。陸軍中将。